# Храм Введения во храм Пресвятой Богородицы (Белая Калитва)
Храм Введения во храм Пресвятой Богородицы —  храм Русской православной церкви в городе Белая Калитва Ростовской области. Относится к Волгодонской епархии Московского Патриархата РПЦ.
Адрес храма: Россия, Ростовская область, город Белая Калитва, ул. Большая, 2.

## История
Станица Усть-Белокалитвенская основана в 1703 году согласно Заимной Грамоты, полученной на Войсковом Круге казаками Сысоем Ермолаевым, Михайлой Никитиным, Емельяном Дорогальновым со товарищи по их челобитной на р. Белой Калитве (Д. В. В. 1865  г., № 7). «Первоначально станица находилась при самом впадении р. Белой Калитвы в Донец, немного ниже настоящаго поселения, на низменном месте, название получила от своего местоположения». Там же была поставлена первая церковь во имя Святителя Николая Чудотворца. По одной из версий, основой ей послужила казачья походная полковая часовня во имя того же святого.
В связи с подтоплением при разливе реки весной (по другой версии сгорела во время подавления Булавинского восстания), она была перенесена на безопасное место, выше саженей на 150, (сегодня на месте алтаря этой церкви установлен памятник «Кампличка» на площади Майдан). Церковь построена из дуба местного произрастания, освящена была так же во имя святителя Николая Чудотворца.
11 мая 1777 году жители станицы просили епископа Тихона о постройке новой церкви, взамен старой ветхой. Храм построили рядом с прежним, не более десяти саженей вправо на восток, на месте алтаря старой церкви установили каменный памятник. Строительство начато было в апреле 1778 года, освящен храм 9 мая 1780 года во имя Введения во Храм Пресвятой Богородицы, церковь эта с деревянной колокольнею, покрыта железом. При ней находится каменная караулка и деревянные лавки сдаваемые в наём в пользу церкви (Клир. вед. 1851г).
В 1863 году храм этот распространён по обеим сторонам, во всё протяжение его, на 4 аршина в ту и другую сторону; на правой стороне устроен предел во имя пророка Илии, освящён 6 октября того же года благочинным (впоследствии протоиреем) Иоанном Пащинским. Храм обнесён каменною оградой, при церкви есть деревянные лавки, перестроенные последний раз в 1867 году. Прихожане погребались прежде в ограде при церкви, о чём свидетельствуют находящиеся там памятники. По распоряжению правительства, при преосвящённом Аонасии — погребении при церкви запрещено, и для кладбища было выбрано место за станицей на северной стороне: место это обнесено каменной оградой с каменной же караулкой (Д. Е. В. 1883 г. № 17).
В 1884 году было решено построить новый каменный храм, так как старый уже не вмещал всех желающих. В 1885 году был размещён заказ на проектирование храма, а в 1886 году приступили к постройке. По рассказу Н. А. Матвеева, (его прадед Яков участвовал в строительстве) красный кирпич для храма возили на подводах запряжёнными волами из Царицына, снаряжалось 20-30 подвод, в пути они были более месяца (по версии кирпич был Французского происхождения). Руководил строительством председатель попечительского совета Александр Марков Калабухов.
30 июня 1894 года был совершён чин освящения храма, центральный престол во имя Введения во храм Пресвятой Богородицы, 1 июля — левый во имя святителя Николая Чудотворца, 2 июля — правый престол во имя пророка Илии.
После постройки новой, здание старой деревянной церкви было передано в хутор Богураев и в 1899 году она была освящена в честь Святых Первоверховных апостолов Петра и Павла.

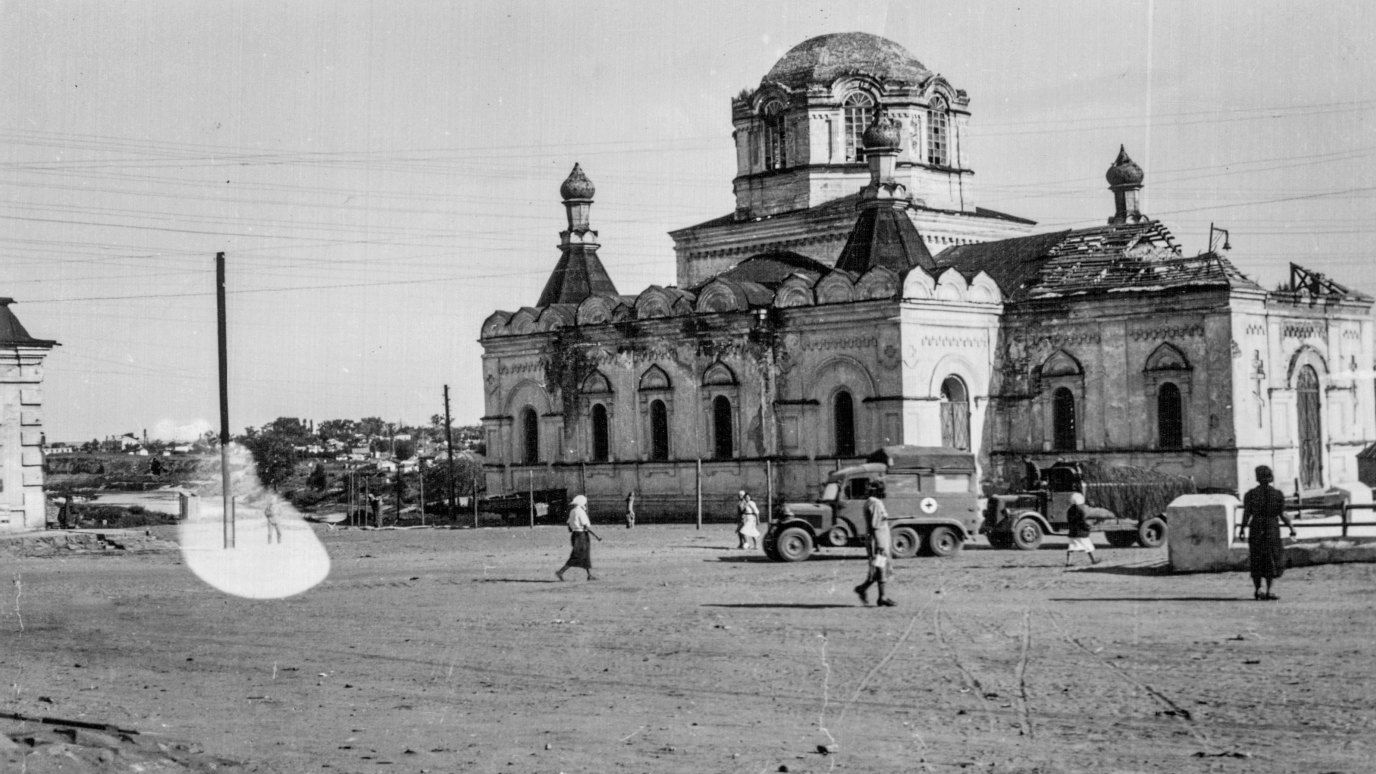
Церковь Введения во храм Пресвятой Богородицы в годы оккупации (17.07.1942 − 19.01.1943)

В конце тридцатых годов церковь была закрыта, колокола были сняты, церковное имущество уничтожено и разграблено, колокольня разобрана (по версии кирпич нужен был для постройки печей в соседнем здании средней школы). Памятник (кампличка) стоявшая на месте алтаря старой Свято — Никольской церкви — взорван, а на его месте поставлен памятник Ленину.
Во время Великой Отечественной войны в 1942 году оккупационные власти разрешили открыть храм для богослужений. После ВОВ храм продолжал функционировать, но под постоянным давлением и контролем со стороны властей, писались жалобы и доносы, менялся состав священнослужителей. В конце 1959 года Исполнительный Комитет Ростовского-на-Дону областного Совета Депутатов трудящихся принял решение об изъятии у Введенской православной религиозной общины в городе Белая Калитва церковного здания под учебно-производственные мастерские и спортивный зал. Ещё год продолжалось противостояние прихожан, собирались подписи с протестами, обращались в различные инстанции, всё оказалось напрасно, в 1961 году храм был закрыт.
Вновь храм передали верующим только 1988 году, в годовщину тысячелетия крещения Руси. В настоящее время в храме открыта библиотека, работает воскресная школа.